# Alexandre Karassiov
Pour les articles homonymes, voir Karassiov.
Alexandre Vladimirovitch Karassiov (en russe : Алекса́ндр Влади́мирович Карасёв), né en 1971 à Krasnodar, est un écrivain russe, lauréat du prix Bounine en 2008 pour son livre Nouvelles tchétchènes.

## Biographie
Alexandre Karassiov naît à Krasnodar dans la famille d'un ingénieur. Il poursuit des études d'histoire et de droit à l'université d'État du Kouban à Krasnodar), puis exerce divers métiers avant de faire son service militaire, jusqu'au grade d'officier dans les forces internes du ministère de l'Intérieur de la fédération de Russie (Внутренние войска МВД России). Il participe à des combats dans la seconde guerre de Tchétchénie.
Il fait paraître ses nouvelles dans les journaux et revues littéraires russes depuis 2003. Il demeure à Saint-Pétersbourg.

## Quelques œuvres
- L'Odeur de la cigarette (Запах сигареты), Moscou, 2004
- Nouvelles tchétchènes (Чеченские рассказы), Moscou, 2008 (prix Bounine)[3]
- Le Traître (Предатель), Oufa, 2011
- Le Testament du lieutenant Kouprine (Завещание поручика Куприна), Kharkiv, 2013

## Entretiens
- (ru) Армия дала мне самые острые эмоции (2008) [L'Armée m'a procuré les émotions les plus fortes].
- (ru) От объяснительной к рассказу (2009) [De ce qui est explicable jusqu'à la nouvelle].